# جانفرانکو ساردانیا
جانفرانکو ساردانیا (ایتالیایی: Gianfranco Sardagna؛ زادهٔ ۲۸ مه ۱۹۳۵) بازیکن بسکتبال اهل ایتالیا بود.
از باشگاه‌هایی که در آن بازی کرده‌است می‌توان به المپیا میلان اشاره کرد.